# ادوارد ویلسون
ادوارد اُزبورن ویلسون (به انگلیسی: Edward Osborne Wilson)؛ (۱۰ ژوئن ۱۹۲۹ – ۲۶ دسامبر ۲۰۲۱) زیست‌شناس برجستهٔ آمریکایی، حشره‌شناس بزرگ و بنیان‌گذار علم زیست‌جامعه‌شناسی است. ادوارد ویلسون مورچه‌شناس بود و در شناخت زیست‌بوم تخصص داشت. از او با القاب "داروین جدید"، "وارث چارلز داروین"، و "داروین سده ۲۱" نام برده می‌شود.

## زندگی حرفه‌ای
ادوارد ازبورن ویلسون در سال ۱۹۲۹ در برمینگم در ایالت آلاباما زاده شد. او به گفته خودش از دوران جوانی به طبیعت عشق و علاقه پیدا کرد. روزی هنگام ماهیگیری، باله یک ماهی به چشمش خورد. از آن پس دیدن اجسام دور برایش مشکل شد و به همین دلیل به بررسی موجودات کوچک روی آورد که می‌توانست آنها را از نزدیک بررسی کند. ادوارد ویلسون در دانشگاه آلاباما تحصیل کرد و دکترای خود را از دانشگاه هاروارد گرفت و چند دهه در همین دانشگاه به آموزش زیست‌شناسی پرداخت. او استاد دانشگاه دوک نیز بود.
ویلسون در ۱۳ سالگی نخستین مورچه‌هایی را که از خارج وارد آمریکا شده بودند شناسایی کرد. او بیش از ۴۰۰ گونه مورچه را کشف و ثابت کرد مورچه‌ها با ترشح موادی به نام فرومون با هم ارتباط برقرار می‌کنند. او نتایج پژوهش‌های خود دربارهٔ مورچه‌ها را در موجودات دیگر از جمله انسان نیز به کار گرفت.
ویلسون در راه‌اندازی دانشنامه زندگی نقشی کلیدی داشت.
او باور داشت علم و دین باید برای نجات خلقت با یکدیگر همکاری کنند و نامه‌های به یک پیرو تخیلی کلیسا نوشت و خواستار این وحدت برای حفظ زیست‌بوم کره زمین شد.

## حفاظت از محیط زیست
ادوارد ویلسون برای حفاظت از محیط زیست مبارزه می‌کرد. او زمانی گفته بود تخریب جنگل‌های بارانی برای منافع اقتصادی مانند سوزاندن یک تابلوی نقاشی ارزشمند برای پختن غذا است. ویلسون برای جلوگیری از نابودی و انقراض جانوران و گیاهان تلاش می‌کرد. او در سال ۲۰۱۰ با نوشتن رمانی به نام لانه مورچه به زندگی پسری ساکن آلاباما پرداخت که تلاش می‌کند زمین‌های باتلاقی را نجات دهد.

## کتاب‌ها
جوامع حشرات، مورچه‌ها، دربارهٔ طبیعت انسان، زیست‌جامعه‌شناسی: تلفیق نوین، نیمه زمین، مفهوم وجود انسان، نظریهٔ جغرافیای زیستی جزایر، زیست‌دوستی، گوناگونی حیات، و آیندهٔ حیات در زمرهٔ نوشته‌های ادوارد ویلسون هستند.
یکی از جنجالی‌ترین کتاب‌های او زیست‌جامعه‌شناسی (سوسیوبیولوژی): تلفیق نوین بود که در آن همه رفتارهای انسان را محصول ویژگی‌های ژنتیکی و نه فراگیری و تجربه می‌دانست. چاپ این کتاب در سال ۱۹۷۵ باعث انتقادهای فراوانی به او شد و بعضی او را به نژادپرستی و جنسیت‌زدگی متهم کردند.
کتاب دیگر او به نام طبعیت انسان در سال ۱۹۷۸ برنده جایزه پولیتزر شد. ویلسون در این کتاب رابطه وراثت و رفتار انسان را به تفصیل توضیح می‌دهد و به مباحث دیگری مانند جنسیت و اخلاقیات می‌پردازد.

## جوایز
از جملهٔ افتخارات ادوارد ویلسون می‌توان به دو بار دریافت جایزهٔ پولیتزر از دانشگاه کلمبیا (۱۹۷۹ و ۱۹۹۱)، جایزهٔ کرافورد از فرهنگستان سلطنتی علوم سوئد (۱۹۹۰)، جایزه کیستلر از بنیاد فردا (۲۰۰۰)، جایزه نیرنبرگ از مؤسسهٔ منابع اقیانوس‌نگاری (۲۰۰۱)، نشان ملی علوم دولت ایالات متحده آمریکا، جایزهٔ ممتاز انجمن علوم انسانی آمریکا، مدال طلای صندوق جهانی حیات وحش، جایزهٔ بین‌المللی زیست‌شناسی از دولت ژاپن، عهده‌داری کرسی فرانک بیرد در علوم و ریاست بخش حشره‌شناسی موزهٔ جانورشناسی تطبیقی دانشگاه هاروارد اشاره نمود.